# Алама-де-Мурсія
Алама-де-Мурсія (ісп. Alhama de Murcia) — муніципалітет в Іспанії, у складі автономної спільноти Мурсія. Населення — 20 269 осіб (2010).
Муніципалітет розташований на відстані близько 350 км на південний схід від Мадрида, 29 км на південний захід від Мурсії.
На території муніципалітету розташовані такі населені пункти: (дані про населення за 2010 рік)
- Алама-де-Мурсія: 18134 особи
- Ель-Берро: 179 осіб
- Хебас: 18 осіб
- Лас-Касас-дель-Альхібе: 61 особа
- Ла-Молата: 242 особи
- Лос-Муньйосес: 74 особи
- Ла-Фуенте-де-Аледо: 1 особа
- Касас-де-лос-Сордос: 29 осіб
- Вента-де-лос-Карраскос: 166 осіб
- Ганьюелас: 165 осіб
- Інчола: 67 осіб
- Лос-Венторрільйос: 105 осіб
- Ель-Асараке: 42 особи
- Кармона: 68 осіб
- Моріана: 38 осіб
- Лос-Павос: 367 осіб
- Лас-Флотас-де-Бутрон: 25 осіб
- Лас-Флотас-де-Кальсета: 0 осіб
- Лас-Барракас: 281 особа
- Лас-Віньяс: 94 особи
- Лос-Санкарронес: 10 осіб
- Рамблільяс-де-Абахо: 23 особи
- Рамблільяс-де-Арріба: 80 осіб

## Демографія
Динаміка населення (INE ):

## Галерея зображень

Розташування муніципалітету Алама-де-Мурсія у провінції Мурсія
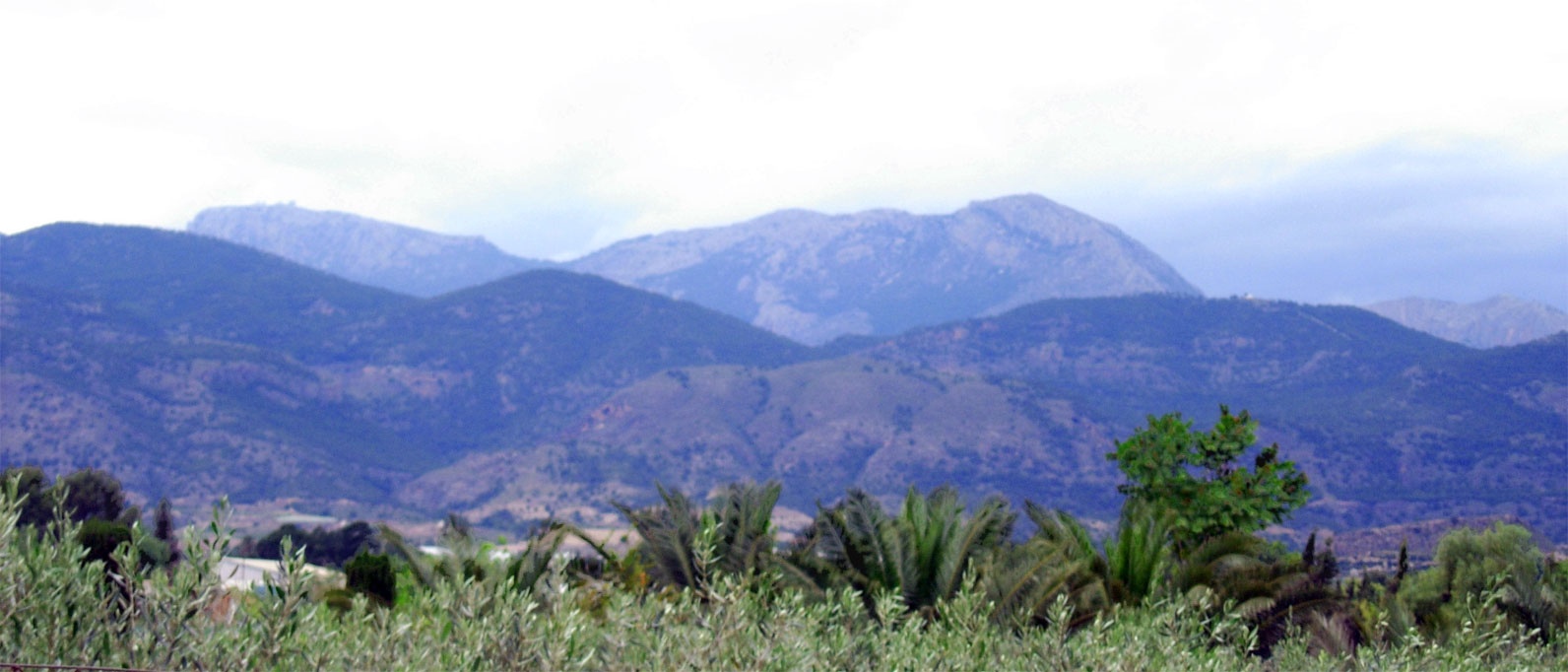
Гори Сьєрра-Еспунья